# 野上憲男
野上 憲男（のがみ のりお、1944年5月 - ）は、日本の英文学者。S.T.コールリッジを研究。第6代京都経済短期大学学長（2008 - 2012年）。岡山県倉敷市出身。

## 履歴
- 1971年立命館大学大学院文学研究科修士課程修了。
- 倉敷市立短期大学助教授・図書館長。
- 京都経済短期大学教授・学長・図書館長。
- 日本私立短期大学協会理事。
- 京都明徳学園常務理事。

## 著書
- 『若き日のコールリッジ 詩人としての成長を辿って』（旺史社、1992年）

### 編著
- 『英語諺・名言辞典』（あぽろん社 2009年）

### 翻訳
- 『S.T.コールリッジ詩集』（成美堂 1996年）
- 『コールリッジ談話集』（旺史社、2001年）
- 『S.T.コールリッジ詩歌集（全）』（大阪教育図書、2013年）

## 所属学会
- 日本英文学会
- イギリスロマン派学会